# کیچیک پیرعلی
کیچیک پیرعلی (به لاتین: Kiçik Pirəlli) یک منطقه مسکونی در جمهوری آذربایجان است که در شهرستان قبله واقع شده است. کیچیک پیرعلی ۷۰۳ نفر جمعیت دارد.